# Paul Cavanagh
Paul Cavanagh (8. Dezember 1888 in Chislehurst, Kent, England – 15. März 1964 in London) war ein englischer Schauspieler, dessen Filmkarriere vorwiegend in den USA stattfand.

## Leben
Der gebürtige Engländer Cavanagh studierte Jura in Cambridge. Nach einigen Jahren bei den kanadischen Mounties wurde er Schauspieler. Er hatte bereits größere Theatererfahrungen, als er im Jahr 1928 sein Filmdebüt in dem britischen Stummfilm Two Little Drummer Boys machte. In den frühen 1930er-Jahren kam er nach Hollywood und war dort zumindest anfangs häufiger in der männlichen Hauptrolle zu sehen, etwa an der Seite von Kay Francis in Transgression (1931) oder neben Mae West in Goin' to Town (1935).
Auf die Dauer kam Cavanagh aber über den Status eines Nebendarstellers in Charakterrollen nicht hinaus, wobei er meistens elegante und wohlhabende Männer von Welt darstellte. In Tarzans Vergeltung spielte er 1934 den schurkischen Verehrer von Maureen O’Sullivan, der Tarzan zu töten versucht. 1946 verkörperte er den älteren Ehemann von Joan Crawfords Hauptfigur in Jean Negulescos Drama Humoreske und spielte im selben Jahr neben Cary Grant in Tag und Nacht denk’ ich an Dich, einer Filmbiografie über Cole Porter unter der Regie von Michael Curtiz. Oft war Cavanaugh in B-Filmen zu sehen, beispielsweise in den 1940er-Jahren dreimal in der Sherlock-Holmes-Reihe mit Basil Rathbone. Insgesamt spielte er bis zu seinem Karriereende 1960 in über hundert Filmen und absolvierte ab den 1950er-Jahren zahlreiche Auftritte im Fernsehen.
1946 heiratete er Katherine Layfield Luhn, sie hatten ein Kind. Er starb im März 1964 im Alter von 75 Jahren in London an einem Herzinfarkt.

## Filmografie (Auswahl)
- 1928: Two Little Drummer Boys
- 1928: Dulderin Weib (Tesha)
- 1929: Priscillas Fahrt ins Glück (The Runaway Princess)
- 1930: The Virtous Sin
- 1931: Transgression
- 1931: Unfaithful
- 1931: The Squaw Man
- 1932: Eine Scheidung (A Bill of Divorcement)
- 1932: Die große Pleite (The Crash)
- 1933: The Kennel Murder Case
- 1934: Sophie kann’s nicht lassen (The Notorious Sophie Lang)
- 1934: Tarzans Vergeltung (Tarzan and His Mate)
- 1935: Goin’ to Town
- 1937: A Romance in Flanders
- 1940: I Take This Woman
- 1942: Helden der Lüfte (Captains of the Clouds)
- 1944: Die Kralle (The Scarlet Claw)
- 1945: Das Haus des Schreckens (Sherlock Holmes and the House of Fear)
- 1945: The Man in Half Moon Street
- 1945: Die Frau in Grün (The Woman in Green)
- 1946: Humoreske (Humoresque)
- 1946: Hier irrte Scotland Yard (The Verdict)
- 1946: Tag und Nacht denk’ ich an Dich (Night and Day)
- 1947: Frau ohne Moral? (Dishonored Lady)
- 1947: Ivy
- 1948: Geheimnis hinter der Tür (Secret Beyond the Door)
- 1948: Schwarze Pfeile (The Black Arrow)
- 1948: Startbahn ins Glück (You Gotta Stay Happy)
- 1948: The Babe Ruth Story
- 1949: Madame Bovary und ihre Liebhaber (Madame Bovary)
- 1950: Robin Hoods Vergeltung (Rouges of the Sherwood Forest)
- 1950: Auf Winnetous Spuren (Iroquois Trail)
- 1950: Gangster von Chicago (Hi-Jacked)
- 1951: Rommel, der Wüstenfuchs (The Desert Fox: The Story of Rommel)
- 1951: Die Braut des Gorilla (Bride of the Gorilla)
- 1951: Mord in Hollywood (Hollywood Story)
- 1951: Hinter den Mauern des Grauens (The Strange Door)
- 1951: Der maskierte Kavalier (The Highwayman)
- 1951: Das zweite Gesicht des Dr. Jekyll (The Son of Dr. Jekyll)
- 1952: Schiff ohne Heimat (Plymouth Adventure)
- 1952: Lady Rotkopf (The Golden Hawk)
- 1952: Die Frau mit der eisernen Maske (Lady in the Iron Mask)
- 1953: Die Welt gehört ihm (The Mississippi Gambler)
- 1953: Das Kabinett des Professor Bondi (House of Wax)
- 1953: Die Wüstenratten (The Desert Rats)
- 1953: Der rote Dolch (Flame of Calcutta)
- 1954: Der Schürzenjäger von Venedig (Casanova's Big Night)
- 1954: Die wunderbare Macht (Magnificent Obsession)
- 1954: Unter zwei Flaggen (The Raid)
- 1955: Tempel der Versuchung (The Prodigal)
- 1955: Die purpurrote Maske (The Purple Mask)
- 1955: Des Königs Dieb (The King's Thief)
- 1955: Der scharlachrote Rock (The Scarlet Coat)
- 1956: Diane – Kurtisane von Frankreich (Diane)
- 1957: Der letzte Akkord (Interlude)
- 1959: Die Haltlosen (The Beat Generation)
- 1959: Die vier Schädel des Jonathan Drake (The Four Skulls of Jonathan Drake)